# Micralestes comoensis
Espèce
Synonymes
- Alestopetersius stormsi (Boulenger, 1902)
- Phenacogrammus stormsi (Boulenger, 1902)

Statut de conservation UICN

 EN  : En danger
Micralestes comoensis est une espèce de poissons appartenant à la famille des Alestidés.